# Neuronska mreža
Neuronska mreža (eng. Neural Network) zbir je neurona koji su međusobno povezani i interaktivni kroz operacije obrade signala. 
Tradicijski pojam neuronska mreža odnosi se na biološku neuronsku mrežu, tj. mrežu bioloških neurona. Moderno značenje ovog pojma uključuje i umjetne neuronske mreže, građene od umjetnih neurona ili čvorova.

## Vrste neuronskih mreža
Pojam zbog toga ima 2 odvojena značenja:
1. Biološka neuronska mreža je građena od stvarnih bioloških neurona koji su fizički ili funkcionalno povezani u periferni živčani sustav ili središnji živčani sustav. U području neuroznanosti, često se identificiraju kao grupe neurona koje izvode specifičnu fiziološku funkciju.
2. Umjetna neuronska mreža je građena od međusobno povezanih umjetnih neurona. Umjetne neuronske mreže se mogu koristiti ili za razumijevanje bioloških neuronskih mreža ili za rješavanje problema na području umjetne inteligencije.

Stvarni, biološki živčani sustav je iznimno složen i uključuje neka svojstva koja mogu biti redundantna za shvaćanje rada umjetnih neuronskih mreža.